# Operación Regalo (1968)
La incursión israelí de 1968 en el Líbano, cuyo nombre en código es Operación Regalo (en hebreo: מבצע תשורה‎, mivtza t'shura), fue una operación de represalia de las Fuerzas especiales israelíes en el Aeropuerto Internacional Rafic Hariri en la noche del 28 de diciembre de 1968, en represalia por el ataque al vuelo 253 del avión de pasajeros israelí El Al asesinando a un pasajero dos días antes por parte de la organización terrorista Frente Popular para la Liberación de Palestina (FPLP) con sede en el Líbano.

## Contexto
El 22 de julio de 1968, combatientes palestinos secuestraron un avión de El Al en su vuelo de Tel Aviv a Roma obligando al piloto a aterrizar en Argel. Unos cuatro meses después, a primera hora de la tarde del 26 de noviembre, dos terroristas que habían llegado a Atenas desde el aeropuerto de Beirut dispararon contra un avión de El Al que estaba a punto de despegar del aeropuerto de Atenas hacia Nueva York. Como resultado, un ciudadano israelí murió, una azafata resultó herida y el avión resultó dañado. Gracias a la rápida intervención de los guardias de seguridad israelíes, que capturaron a los terroristas, se evitó una tragedia mayor. El vocero del “Frente Popular para la Liberación de Palestina" (FPLP), cuya sede estaba en Beirut, anunció que la operación fue realizada por su organización. Beirut, en ese momento era un centro del terrorismo árabe.
En respuesta, las FDI decidieron atacar aviones pertenecientes a las aerolíneas árabes, que se encontraban en el aeropuerto de Beirut para una operación de comando aerotransportado.

## Objetivo
El Aeropuerto Internacional de Beirut se encuentra aproximadamente a 88 kilómetros al norte de Rosh Hanikra, en la frontera norte de Israel con el Líbano. Dicho aeropuerto está situado al sur de la ciudad de Beirut, aproximadamente 2 kilómetros al este de la costa marina. El aeropuerto se compone de dos pistas entrecruzadas en forma de tijera, en dirección norte-sur. Entre los dos carriles se encuentra la terminal de pasajeros y frente a ella, un área abierta. En los bordes noreste y suroeste de las pistas, había hangares, estacionamiento y áreas de mantenimiento para los aviones. Al sur de la terminal estaba el pabellón de servicios de emergencia de reserva del aeropuerto, donde se encontraban las estaciones de bomberos y primeros auxilios.
En el aeropuerto había unos 90 hombres de seguridad armados principalmente con pistolas. Trabajaban en tres turnos. Una compañía de comandos del ejército libanés fue desplegada aproximadamente a 3 kilómetros del aeropuerto. Los gendarmes y la policía libanesa en la zona de Beirut podrían llegar al aeropuerto en media hora, y la Unidad de Gendarmes Móviles de Vehículos Blindados y otras fuerzas militares podrían llegar una hora después de recibir una orden. Las fuerzas aéreas y navales israelíes no esperaban ninguna actividad de las fuerzas aéreas y navales libanesas, ni esperaban que su actividad fuera detectada por el radar libanés.

## Planificación
A las 20:37 horas del 28 de diciembre de 1968, ocho helicópteros Super Frelon de la Fuerza Aérea Israelí y ocho helicópteros Bell despegaron de la base aérea de Ramat David hacia el Líbano. Seis de los helicópteros Super Frelon llevaban la fuerza de ataque, que constaba de 64 comandos Sayeret Matkal, y los otros dos actuaban en retaguardia. A siete de los helicópteros Bell se les asignó un papel activo en la misión, y uno permaneció en retaguardia. De los siete, cinco debían actuar en apoyo de la evacuación de los comandos, uno serviría como centro de comando de la operación y otro brindaría apoyo en el patrullaje y transmisión.
El punto de encuentro de los helicópteros se localizaba a 12 kilómetros de la costa libanesa antes de dirigirse a Beirut. Una fuerza de 36 comandos se mantuvo en espera para un despliegue rápido en la base aérea de Ramat David en caso de que se tuviera que llevar a cabo una misión de rescate. Dos cazas de combate A-4 Skyhawk y dos cazabombarderos Vautour también fueron desplegados para brindar apoyo aéreo contra cualquier intervención militar libanesa si fuera necesario. También se desplegaron dos aviones de transporte Nord Noratlas para ayudar en la evacuación posterior, mientras que otros dos se desplegaron para lanzamiento de bengalas, transmisión y rescate marítimo. Se colocó un Boeing 707 al norte de Israel para proporcionar retransmisión de radio. Se estableció un punto de reabastecimiento de combustible en el aeródromo de Betzet para los helicópteros que lo necesiten.
Anticipándose a la posibilidad de que el aeropuerto no pudiera asegurarse para una evacuación, se planeó una salida alternativa por mar. La Armada israelí desplegó cuatro lanchas lanzamisiles y dos lanchas torpederas frente a la costa libanesa. Uno de los torpederos tuvo que regresar a la base debido a problemas con el motor, mientras que el resto de la fuerza tomó posiciones a unos 25 kilómetros de la costa libanesa. Comandos navales de Shayetet 13 se trasladaron en 13 botes de goma  a 1.500 metros de la costa para esperar y prepararse para establecer un punto de evacuación alternativo si fuera necesario.

## Operación
Cuando los comandos aterrizaron en el Aeropuerto Internacional de Beirut, se dividieron en tres grupos: Comando Uzi, Comando Digli y Comando Negbi (cada uno con el nombre de sus respectivos comandantes). Mientras tanto, uno de los helicópteros Bell, que transportaba al general de brigada Rafael Eitan, comandante general de la misión, aterrizó cerca de la terminal para servir como centro de comando de la operación. Otro helicóptero Bell, pilotado por Eliezer Cohen, lanzó 20 bengalas de humo y 95 granadas de humo frente a los edificios para ocultar a los comandos de la vista de la terminal y la torre de control, luego arrojó miguelitos en las carreteras que conducen al aeropuerto, lo que detuvo a seis vehículos que se acercaban. Los vehículos que intentaban escapar del aeropuerto y los de emergencia que acudían al lugar crearon posteriormente un embotellamiento que sirvió como un bloqueo efectivo. 
Cohen luego realizó un giro para brindar apoyo y observación para detectar posibles refuerzos militares libaneses. En un momento, vio un aparente camión militar que intentaba evadir el atasco e ingresar al aeropuerto y le disparó tiros de advertencia, lo que provocó su inmediata detención.
El Comando Uzi, compuesto por 22 soldados, tomó tierra en el borde norte de la pista occidental y encontró numerosos aviones estacionados. Cablearon tres de estos aviones, uno cerca del otro, con explosivos y los hicieron estallar, destruyéndolos simultáneamente. Después de eso, aseguraron el área y destruyeron las otras aeronaves individualmente, colocando explosivos en las ruedas delanteras y el tren principal de las otras aeronaves y detonándolos. En el desempeño de su tarea, los comandos realizaron disparos de advertencia contra un vehículo y los trabajadores del aeropuerto que se les acercaron. No entraron en la zona militar del aeropuerto, donde se atendía a varios aviones, para evitar un enfrentamiento con el ejército libanés. Después de completar su tarea, los comandos se dirigieron hacia el punto de evacuación, donde se cruzaban las dos pistas principales, cuyo nombre en código era "Londres".
El Comando Digli, con 20 soldados, aterrizó del lado sur de la pista y se desplazó hacia el norte, estableciendo un perímetro y aislando el edificio de servicios de emergencia. Vieron cuatro aviones. Tres de ellos fueron identificados positivamente como libaneses, cableados con explosivos y destruidos. Mientras destruían las aeronaves, fueron objeto de disparos esporádicos de armas pequeñas desde el edificio de la terminal, probablemente disparos de pistola de los guardias de seguridad del aeropuerto que disparaban a través de la cortina de humo. Respondieron con disparos de advertencia con armas pesadas, tras lo cual cesaron los disparos. Luego se dirigieron hacia el punto de evacuación.
El Comando Negbi, que constaba de 22 soldados, se movió hacia la rampa este del aeropuerto y encontró numerosos aviones. Cuatro aviones de pasajeros que se confirmó que eran árabes, tres estacionados en la pista y uno en un hangar, fueron cableados con explosivos y destruidos. Luego, los comandos se dirigieron hacia el punto de evacuación. En el camino, vieron el depósito de combustible del aeropuerto y solicitaron autorización para su destrucción, pero se les negó el permiso.
Después de media hora, todos los comandos se habían reunido en el punto de evacuación y fueron recogidos por los helicópteros. Después de un recuento, las fuerzas de comando despegaron y regresaron a Israel. Después de que la fuerza naval que esperaba frente a la costa libanesa recibió un informe de que los comandos habían sido evacuados con éxito, se retiró y regresó a la base naval de Haifa.

## Resultado
Los comandos de élite Sayeret Matkal del ejército israelí destruyeron 14 aviones de pasajeros pertenecientes a Middle East Airlines (MEA) y Lebanese International Airways (LIA) y dos aviones de carga pertenecientes a Trans Mediterranean Airways (TMA). No se reportaron víctimas por la operación.
De los 14 aviones destruidos, 8 (1 Vickers VC-10 - en arrendamiento de Ghana Airways - 1 Boeing 707-320C, 2 Caravelle VIN, 3 Comet 4C y 1 Vickers Viscount) pertenecían a MEA, que era propiedad de Air France en un 30%, 5% de particulares libaneses y 65% de Intra Investment Company. Intra era una corporación intergubernamental constituida por los gobiernos de Kuwait, Catar, Líbano y Estados Unidos. Estados Unidos estuvo representado por Commodity Credit Corporation, a quien Intra Bank, el predecesor de Intra Company, le debía dinero por las ventas de trigo.
Lebanese International Airways poseía 4 de los aviones destruidos (2 Douglas DC-7 y 2 Convair 990 Coronado), de los que el 58% eran estadounidenses.
Trans-Mediterranean Airways perdió 2 aviones (1 Douglas DC-4 y 1 Douglas DC-6) propiedad de particulares libaneses.
El valor total de los aviones se estimó en USD 43,8 millones, de los cuales las aseguradoras británicas inicialmente acordaron pagar USD 18 millones, excluyendo todas las pólizas que no cubrían actos de guerra.

## Reacción internacional
A petición del Líbano, el Consejo de Seguridad de las Naciones Unidas adoptó la Resolución 262.
Francia, que tenía una asociación histórica con el Líbano, reaccionó duramente al ataque. El presidente Charles de Gaulle lo consideró una afrenta personal y una provocación diplomática. El gobierno francés retiró a su embajador en Israel y posteriormente impuso un embargo de armas, y se citó como factor el uso israelí de helicópteros de fabricación francesa en el ataque. Dicho armamento fue reemplazado por compras de armas a los Estados Unidos en la década de 1970.